# Beate Zschäpe
Beate Zschäpe, née le 2 janvier 1975 à Iéna, aussi connue sous le nom de Beate Apel, est une extrémiste néonazie, considérée comme membre du groupe terroriste Nationalsozialistischer Untergrund (NSU).
Le procès du Nationalsozialistischer Untergrund a débuté le 6 mai 2013 à Munich et s'est achevé le 11 juillet 2018 avec la condamnation de Beate Zschäpe à la réclusion à perpétuité.

## Biographie

### Origine et enfance
La mère de Beate Zschäpe a étudié la médecine dentaire à Bucarest en tant que citoyenne de RDA ; son père, qu'elle n'a jamais connu, est un camarade d'études roumain de sa mère. 
Elle grandit dans un milieu modeste à Iéna, où elle est fréquemment gardée par sa grand-mère. Sa mère divorce deux fois et Beate prend chaque fois le nom du nouveau compagnon de sa mère. Lors des quinze premières années de sa vie, elle déménage six fois dans Iéna et à sa périphérie,. 
En 1991, elle arrête sa scolarité après sa dixième année d'école au collège Johann Wolfgang von Goethe, situé dans le quartier Winzerla de Iéna, et commence une formation d'assistante peintre dans le cadre de mesures d'aide à l'emploi. De 1992 à 1996, elle effectue un apprentissage de jardinière et se spécialise en culture maraîchère.

### Milieu néonazi de Thuringe
Entre 1991 et 1992, Beate Zschäpe se joint au groupe de jeunes néonazis Winzer-Clan situé aux alentours de la cité Winzerla, où elle fait la connaissance d'Uwe Mundlos et Uwe Böhnhardt. Avec eux et trois autres néonazis, dont notamment Ralf Wohlleben, elle forme la Camaraderie de Jena. Ils ont participé à des rassemblements néonazis dans toute l'Allemagne ainsi qu'à des actions d'Anti-antifa de Thuringe orientale, puis à l'organisation qui lui a succédé, Sécurité intérieure de Thuringe. De plus, ils entretenaient des contacts avec le réseau de militants néonazis Blood and Honour.
Dans les années 1990, Beate participe aussi à des manifestations politiques à Iéna (« pour la protection de l'identité de Thuringe, contre l'internationalisation liée à la CEE »). Elle participe également à des actions délictueuses contre les jeunes de gauche et les vendeurs de cigarettes vietnamiens.
En 1996 et 1997, plusieurs bombes factices et des engins explosifs au chlorate de potassium sont trouvés à Iéna. Le 26 janvier 1998, la police perquisitionne les appartements de Beate Zschäpe et de Uwe Mundlos et Böhnhardt. Dans celui de Zschäpe, elle trouve  une machette, un pistolet et un jeu de plateau appelé Pogromly, une variante néonazie du Monopoly. Dans un garage loué par Zschäpe, sont trouvées quatre bombes tuyaux contenant environ 1,4 kg de TNT . Des mandats d'arrêt sont alors délivrés contre les trois jeunes gens. Après la perquisition, ces derniers entrent dans la clandestinité.

### Explosion à Zwickau

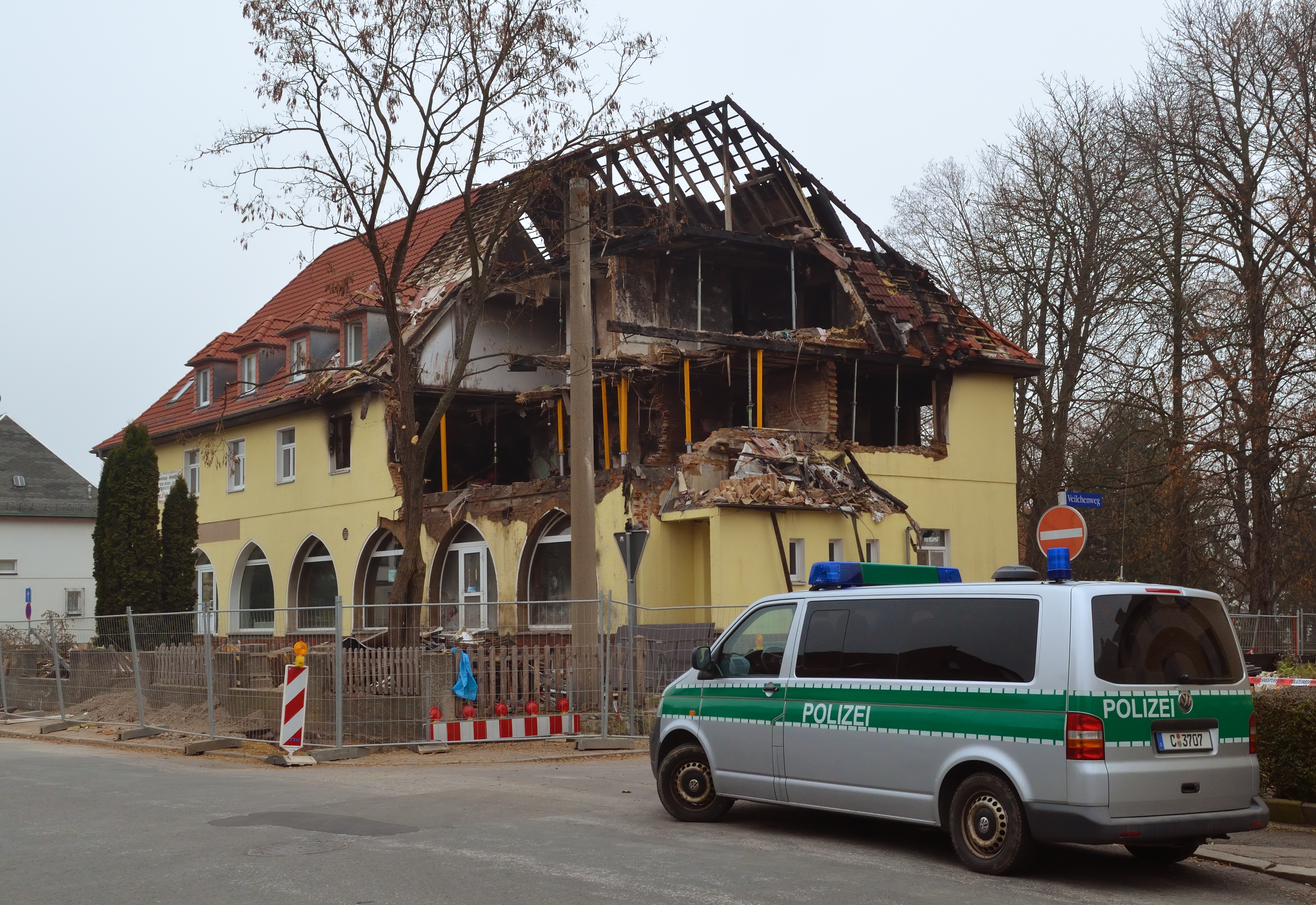
La maison endommagée par l'explosion à Zwickau le 4 novembre 2011.

Böhnhardt et Mundlos se sont suicidés le 4 novembre 2011 après un braquage de banque raté à Eisenach. Le même jour, une explosion s'est produite dans un immeuble résidentiel de la Frühlingsstrasse, dans le quartier du Weissenborn à Zwickau, là où le trio avait vécu trois ans et demi. Cet appartement était leur base opératoire. Zschäpe aurait, selon le mandat d'arrêt, « renversé un liquide inflammable et l'aurait allumé », ce qui a entraîné l'explosion. L'immeuble a été fortement endommagé et a dû être détruit par la suite. Dans les décombres de l'immeuble, les enquêteurs ont trouvé de nombreuses armes, y compris celles qui avaient servi lors des meurtres en série de ressortissants étrangers, ainsi que l'arme qui a été utilisée dans l'assassinat de l'agent de police Michèle Kiesewetter, à Heilbronn. En outre, les enquêteurs ont saisi un ordinateur portable sur lequel étaient enregistrées entre autres des vidéos de La Panthère rose. On y découvre aussi des revendications d'attentats commis par le groupe terroriste Nationalsozialistischer Untergrund.
Le juge d'instruction à la Cour fédérale accuse Beate Zschäpe d'avoir mis le feu à l'ensemble du bâtiment, « pour détruire des preuves et empêcher leur découverte ». Au moment où elle sort de la maison, elle remet ses chats à sa voisine, laissant une femme âgée alitée dans la maison en feu,. Un jour plus tard, elle expédie de Leipzig une douzaine de courriers avec la vidéo de revendication à des journaux, à des associations islamiques, ainsi qu'aux partis politiques et organisations de droite. Ce faisant, elle s'est assurée que son groupe et ses actions acquièrent une subite notoriété.

### Détention et accusations
Après avoir échappé plusieurs jours à la police, Beate Zschäpe est placée en détention préventive le 8 novembre 2011. Le 11 novembre 2011 le ministère public fédéral reprend les recherches à cause d'un soupçon d'appartenance à un groupe terroriste.
Le 8 novembre 2012, un an après avoir découvert la série de meurtres, le ministère public fédéral dépose une accusation contre Zschäpe et quatre autres néonazis présumés. Elle est accusée d'avoir participé « en tant que membre fondateur du NSU [...] a participé au meurtre de huit concitoyens turcs et d'un concitoyen d'origine grecque ; à la tentative d'assassinat de deux policiers à Heilbronn et de tentative de meurtre par les attentats à la bombe du NSU dans la vieille ville de Cologne et à Cologne-Mülheim ». Selon le chef d'accusation, le Nationalsozialistischer Untergrund (NSU) est « un groupe existant formé de trois membres » qui commet ses actions « selon une répartition harmonisée du travail. » Zschäpe avait entre autres pour « tâche essentielle », « de donner une apparence de normalité et de légalité au groupe terroriste ». Elle a pris soin de donner une façade discrète aux lieux de résidences respectifs et a loué l'appartement commun « servant de base de repli et de centre des opérations ». En outre, elle était « en grande partie responsable des aspects logistiques du groupe. » Ainsi elle a géré l'argent des attaques à main armée et a plusieurs fois loué les camping-cars, servant de véhicules lors de leurs actes, comme le relève le ministère public fédéral dans l'acte d'accusation de 500 pages.
Comme le signale un « rapport spécialisé d'état d'empreintes digitales », des traces d'ADN appartenant à Zschäpe sont trouvées sur des articles de journaux traitant de l'attentat à la bombe de Cologne et sur le lieu du meurtre d'Habil Kilic. Zschäpe est également accusée d'incendie criminel pour avoir mis le feu à l'appartement de Zwickau et de tentatives de meurtre d'un voisin et de deux artisans.
Selon le ministère public de Zwickau, elle est aussi accusée de pédopornographie, des fichiers à caractère pédopornographique ayant été trouvés sur son ordinateur. Cette procédure a néanmoins été ajournée, puisque la peine par rapport aux cas des autres actes présumés n'est « probablement pas significativement importante ».

## Théâtre
Elfriede Jelinek a consacré à Beate Zschäpe une pièce, Das schweigende Mädchen (« La fille qui se tait »). La première a eu lieu en septembre 2014 au Kammerspiele de Munich.

## Source
- (de) Cet article est partiellement ou en totalité issu de l’article de Wikipédia en allemand intitulé « Beate Zschäpe » (voir la liste des auteurs).